# Amy Hill
Amy Marie Hill (Deadwood, 9 maggio 1953) è un'attrice statunitense.
Ha una figlia adottiva, Penelope.

## Filmografia parziale

### Attrice

#### Cinema
- Dim su: A Little Bit of Heart, regia di Wayne Wang (1985)
- Live on Tokyo Time (1987)
- The Bing blue (1988)
- S.O.S. fantasmi (Scrooged), regia di Richard Donner (1988)
- L'androide (Circuitry Man), regia di Steven Lovy (1990)
- Ghost Dad - Papà è un fantasma (Ghost Dad), regia di Sidney Poitier (1990)
- Judgement, regia di William Sachs (1992)
- Singles - L'amore è un gioco (Singles), regia di Cameron Crowe (1992)
- Sol levante (Rising Sun), regia di Philip Kaufman (1993)
- Una cena quasi perfetta (The Last Supper), regia di Stacy Title (1995)
- Yellow, regia di Chris Chan Lee (1998)
- Next Friday, regia di Steve Carr (2000)
- Straight Right (2000)
- Auggie Rose, regia di Matthew Tabak (2000)
- Max Keeble alla riscossa (Max Keeble's Big Move), regia di Tim Hill (2001)
- On Edge (2001)
- The New Women (2001)
- Men of the Year (2002)
- Big Fat Liar, regia di Shawn Levy (2002)
- Il gatto... e il cappello matto (The Cat in The Hat)), regia di Bo Welch (2003)
- Una scatenata dozzina (Cheaper by the Dozen), regia di Shawn Levy (2003)
- 50 volte il primo bacio (50 First Dates), regia di Peter Segal (2004)
- Duck (2005)
- Herbie - Il super Maggiolino (Herbie: Fully Loaded), regia di Angela Robinson (2005)
- Kids in America (2005)
- Ubeatable Harold (2006)
- Let's Go to Prison - Un principiante in prigione (Let's Go to Prison), regia di Bob Odenkirk (2006)
- Finishing the Games - The Search for a New Bruce Lee (2007)
- Sout of Pico, regia di Ernst Gossner (2007)
- Ufficialmente bionde (Legally Blondes), regia di Savage Steve Holland (2009)
- L'isola delle coppie (Couples Retreat), regia di Peter Billingsley (2009)
- White Frog, regia di Quentin Lee (2012)
- Catfight - Botte da amiche (Catfight), regia di Onur Tukel (2016)
- Spider-Man: Homecoming, regia di Jon Watts  (2017)
- Mack & Rita, regia di Katie Aselton (2022)
- Lilo & Stitch, regia di Dean Fleischer Camp (2025)

#### Televisione
- Fifty/Fifty (Partners in Crime) – serie TV, 2 episodi (1984)
- The Naked Truth – serie TV (1997-1998)
- Genitori in blue jeans (Growing Pains) – serie TV, 1 episodio (1988)
- Giudice di notte (Night Court) – serie TV, 2 episodi (1988)
- Balki e Larry - Due perfetti americani (Perfect Strangers) – serie TV, 1 episodio (1990)
- Beverly Hills 90210 – serie TV, 1 episodio (1991)
- Friends – serie TV, episodi 7x09 (2000)
- Tutto in famiglia (My Wife and Kids) – serie TV, episodi 2x07-2x08 (2001)
- Senza traccia (Without a Trace) – serie TV, 1 episodio (2004)
- Raven (That's So Raven) – serie TV, 4 episodi (2003-2005)
- Desperate Housewives – serie TV, episodio 2x19 (2006)
- Castle – serie TV, episodio 2x06 (2009)
- Due uomini e mezzo (Two and a Half Men) – serie TV, episodio 7x18 (2010)
- Enlightened - La nuova me (Enlightened) – serie TV, 6 episodi (2011-2013)
- Jessie – serie TV, 1 episodio (2014)
- Hawaii Five-0 – serie TV, 1 episodio (2014)
- Unreal (UnREAL) – serie TV, 14 episodi (2015-2016)
- Mom – serie TV, 8 episodi (2015-2017)
- Just Add Magic – serie TV, 47 episodi (2016-2019)
- Preacher – serie TV, 6 episodi (2017)
- Black-ish – serie TV, 2 episodi (2018)
- Magnum P.I. – serie TV (2018-2024)
- Ballard – serie TV (2025-)

### Doppiatrice
- Lilo & Stitch, regia di Dean DeBlois e Chris Sanders (2002)
- Kim Possible - serie TV, episodio 2x25 (2004)
- Juniper Lee (2005-2007)
- Kung Fu Panda - Mitiche avventure (2011-2012, 2016)
- Kung Fu Panda - Le zampe del destino (2018-2019)

## Doppiatrici italiane
Nelle versione in italiano delle opere in cui ha recitato, Amy Hill è stata doppiata da:
- Tenerezza Fattore in The Naked Truth, Ufficialmente bionde
- Cristina Piras in Herbie - Il super maggiolino, Unreal
- Chiara Salerno in Magnum P.I., Ballard
- Emilia Costa in The Closer
- Alba Cardilli in Desperate Housewives
- Lorenza Biella in Ghost Whisperer - Presenze
- Graziella Polesinanti in 50 volte il primo bacio
- Aurora Cancian in Enlightened - La nuova me
- Alessandra Chiari in Mom
- Roberta Gasparetti in Catfight - Botte da amiche
- Mirta Pepe in Lilo & Stitch (2025)

Da doppiatrice è sostituita da:
- Paola Giannetti in Lilo & Stitch (2002), American Dad!
- Silvia Luzzi in Juniper Lee
- Alessandra Korompay in Kung Fu Panda - Mitiche avventure
- Graziella Polesinanti in Kung Fu Panda - Le zampe del destino